# Комиссар (фильм)
«Комисса́р» — советский художественный фильм, снятый в 1967 году режиссёром Александром Аскольдовым по мотивам рассказа Василия Гроссмана «В городе Бердичеве» и запрещённый к показу. Более двадцати лет пролежал на полке и остался единственным художественным фильмом Аскольдова.
Основные съёмки фильма проходили в городе Каменец-Подольский и на территории его крепости.

## Сюжет
Действие фильма происходит во время Гражданской войны. Героиня — комиссар Красной армии Клавдия Вавилова (Нонна Мордюкова) — привыкла на войне к суровой мужской жизни. Неожиданная беременность приводит её в ужас. Попав в семью бедного многодетного еврея Магазанника (Ролан Быков), она постепенно оттаивает.

## Цензура
Фильм, созданный в год 50-летия Советской власти, был признан идеологически вредным и не выпущен на экран, пролежав на полке более двадцати лет. Все материалы по фильму (негатив, позитив, фонограммы, срезки негатива и позитива и др.) в соответствии с приказом председателя Комитета по кинематографии А. В. Романова от 28 июля 1968 года были переданы на хранение в Госфильмофонд СССР.
По другой версии, согласно вердикту коллегии Госкино материалы фильма подлежали уничтожению, но экземпляр ленты спас режиссёр Сергей Герасимов.
Израильский институт Катастрофы и героизма Яд ва-Шем отмечает, что из документов известна причина запрета: «положительный образ еврея Ефима Магазанника и его семьи, а также танец евреев с жёлтыми звездами, явная аллюзия на Катастрофу европейского еврейства».
Премьера фильма состоялась 11 июля 1987 года вне конкурса на Московском международном кинофестивале, после чего он с триумфом прошёл по экранам многих стран и собрал целую коллекцию наград.

## В ролях
- Нонна Мордюкова — Клавдия Вавилова, комиссар
- Ролан Быков — Ефим Магазанник
- Раиса Недашковская — Мария Магазанник
- Людмила Волынская — мать Ефима
- Василий Шукшин — Козырев, командир
- Отар Коберидзе — Кирилл, отец ребёнка Клавдии
- Леонид Реутов — начальник штаба
- Виктор Шахов — Емелин, дезертир
- Валерий Рыжаков — курсант

## Международные призы
- 1988 — Гентский международный кинофестиваль

Лучший режиссёр
- 1988 — Берлинский кинофестиваль, конкурсная программа[5][6]

Серебряный Медведь — специальный приз жюри
Приз FIPRESCI
Приз имени Отто Дибелиуса международного евангелического жюри
Приз Международной Католической организации в области кино
- 1989 — Ника за 1988 год[7]

Лучшая мужская роль (Ролан Быков)
Лучшая роль второго плана (Раиса Недашковская)
Лучшая операторская работа (Валерий Гинзбург)
Лучшая музыка (Альфред Шнитке)
- Гран-при, международный кинофестиваль, Иерусалим, Израиль.
- Гран-при, международный кинофестиваль, Кемпер, Франция.
- Гран-при, Золотой дельфин, Международный Кинофестиваль Троя, Сетубаль, Португалия.
- Гран-при Международного Фестиваля Еврейского Фильма, Сан-Франциско, США.
- КРО-киноприз Католического радио и телевидения, Нидерланды.
- Приз «Звезда года — золотая роза», газета «АЦ», Мюнхен, ФРГ.
- Приз кинокритиков ГДР: Абсолютно лучшему фильму 1989 года на экранах ГДР.
- «Комиссар» признан «Фильмом года» в ФРГ, Швейцарии, Швеции и ГДР, а также «Самым успешным русским фильмом на экранах ФРГ после Второй мировой войны».
- Нонна Мордюкова за фильм «Комиссар» названа среди десяти лучших актрис XX века (Британская энциклопедия, Лондон, раздел «Кто есть кто»).
- Торжественный показ в Конгрессе США.
- Александр Аскольдов избран почётным членом Международной киноорганизации Всемирного совета церквей — Интерфильм.

## Съёмочная группа
- Автор сценария: Александр Аскольдов
- Режиссёр: Александр Аскольдов
- Оператор: Валерий Гинзбург
- Художник: Сергей Серебренников
- Композитор: Альфред Шнитке

Фильм завершён на киностудии «Мосфильм» в 1988 году.